# Valério Severo
Flávio Valério Severo (em latim: Flavius Valerius Severus Augustus), também conhecido como Severo II,  foi César (imperador júnior) no Ocidente de 1 de maio de 305 a 306 e então Augusto (imperador sênior) do Ocidente de 306 até sua deposição e assassinato em 307; reinou no período da Tetrarquia do Império Romano. De origens humildes, ascendeu à posição de César de Constâncio I (r. 293–306) por influência de seu amigo e coimperador Galério (r. 293–311), que pretendia ganhar mais poder com sua nomeação.
Com a morte de Constâncio, em vez de ser elevado a Augusto, como estabelecido pelo sistema tetrárquico, sua posição foi entregue pelas tropas a Constantino (r. 306–337), filho do falecido. Por influência de Galério, Constantino foi demovido para César e Severo foi elevado a Augusto, mas logo sua posição seria novamente questionada, agora por Magêncio e seu pai Maximiano. Severo invadiu a Itália para lutar contra os usurpadores, mas foi derrotado e provavelmente assassinado por eles em 307.

## Vida

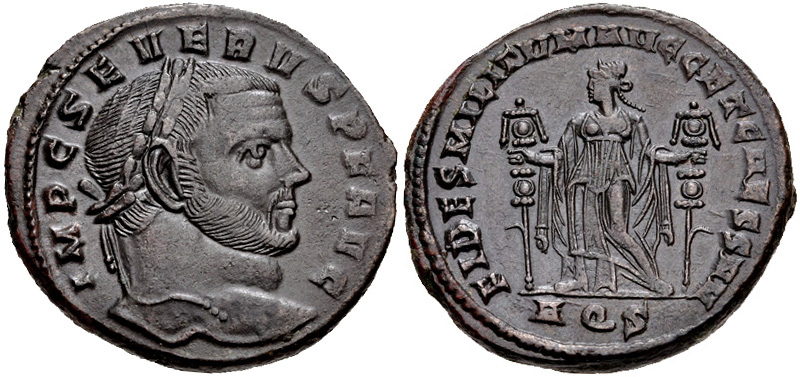
Fólis de Severo com Fé personificada

Nasceu em data incerta durante o século III na Ilíria e tinha origens humildes. Não se sabe a identidade de seus familiares, exceto um filho chamado Severiano. Segundo Anônimo Valesiano, Severo era um comandante de tropas da Panônia. Em 1 de maio de 305, quando os augustos Diocleciano (r. 284–305) e Maximiano (r. 285–305) abdicaram em favor dos césares Constâncio I (r. 293–306) e Galério (r. 293–311), os últimos foram feitos Augustos e Maximino Daia (r. 305–313) e Severo foram feitos césares. Pela convenção do sistema, Galério e Maximino foram estilizados na cunhagem como jóvios (Júpiter), enquanto Constâncio e Severo como hercúleos (Hércules); além disso, Severo foi designado, oficialmente, como Flávio Valério Severo Nobre César. Segundo Anônimo Valesiano, Severo e Galério eram amigos.
A elevação de Severo como Maximino foram escolhidos sob influência de Galério, intentando aumentar seu poder de mando, à revelia dos candidatos óbvios à sucessão: Constantino, filho de Constâncio, e Magêncio, filho de Maximiano. Em 25 de julho de 306, numa campanha contra os pictos da Britânia, Constâncio faleceu em Eboraco (atual Iorque). Em vez de aceitar a elevação de Severo, as tropas em Eboraco elevaram Constantino à posição imperial. Contactando Galério, Constantino solicitou reconhecimento. Embora contrariado, em agosto Galério garantiu a Constantino o título de César e Severo tornou-se Augusto. Nesse tempo, Severo nomeou Caio Ânio Anulino como prefeito urbano de Roma.
Tal ato levou Magêncio a também se declarar imperador em Roma em 28 de outubro de 306, mas como príncipe. Galério, temendo outros usurpadores, ordenou que Severo atacasse-o na Itália. Severo marchou de sua capital Mediolano a Roma como chefe de um exército antes liderado por Maximiano. Temendo a chegada de Severo, Magêncio ofereceu a seu pai o cogoverno. Maximiano aceitou, e quando Severo chegou diante os muros de Roma e sitiou-a, seus homens desertaram e passaram a Maximiano, seu antigo líder. Severo fugiu à inacessível Ravena, onde Maximiano ofereceu poupar sua vida e tratá-lo humanamente se se rendesse sem luta. Apesar da promessa, foi capturado e preso na vila de Três Tavernas. Preso, foi feito cônsul em 307 com Maximiano, Maximino Daia, Galério e Constantino. Em setembro, quando Galério invadiu a Itália, foi morto por Magêncio (ou se suicidou).